# Hovgård
För andra betydelser, se Hovgård (olika betydelser).
Hovgård var förr en herrgård till vilken hoveriarbete utfördes (huvudgård). Hoveriskyldighet (av hov i betydelsen gård) var ursprungligen en dansk benämning på underlydande bönders arbetsskyldighet vid huvudgården.